# Lettere italiane
Lettere italiane est une revue de littérature italienne fondée en 1949, publiée par la maison d’édition Leo S. Olschki (à Florence) et dont la rédaction se partage entre le département de littérature italienne de l’université de Padoue et celui de l’université de Turin.

## Historique
Fondée en 1949 par Vittore Branca et Giovanni Getto, la revue s'attache en premier lieu à la littérature italienne, mais s’intéresse aussi plus largement à la culture européenne.
Elle est dirigée par Carlo Ossola et Carlo Delcorno. Les autres membres du comité de direction de Lettere italiane sont Gian Luigi Beccaria, Cesare De Michelis, Maria Luisa Doglio, Giorgio Ficara, Marc Fumaroli, Giulio Lepschy, Jean Starobinski et Gilberto Pizzamiglio, auquel a été confiée la rédaction de la revue
Chaque numéro est composé de diverses rubriques : « Articles », « Notes et revues de presse », « Nouvelles de manuscrits », « Recensions », « Bulletin d’informations », « Les livres : conseils de lectures de Lettere italiane parmi les dernières parutions », « Livres reçus ».
De la revue dépendent par ailleurs deux collections : « Biblioteca di Lettere italiane » et « Saggi di Lettere italiane ».

## Sources
- (it) Cet article est partiellement ou en totalité issu de l’article de Wikipédia en italien intitulé « Lettere italiane » (voir la liste des auteurs).